# Velcra
Velcra är en finsk musikgrupp som grundades 1999. Velcra spelar industrial metal.

## Medlemmar
- Jessi Frey - sång
- O.D. - programming, gitarr
- Ramonius - bass gitarr
- DJ Freak - keyboard, sampling
- Timo Hänninen - gitarr

## Tidigare medlemmar
- Teppo Hudson - bass gitarr - 2001-2005
- Mikko Herranen - trummor - 2001-2006
- Wille Hartonen - bass gitarr
- Tomi Koivusaari - gitarr

## Diskografi
- Consequences of Disobedience (2002)
- Between Force and Faith (2005)
- Hadal (2007)